# Чёрная металлургия Украины
Чёрная металлургия Украины — отрасль металлургии на Украине.

## Производство
В 2000 году на Украине произведено:
- 55,9 млн тонн железной руды (в том числе аглоруда 13,3, концентрат — 20,5, агломерат — 10,1, окатыши — 12,3)
- 2,7 млн тонн марганцевой руды
- 1,36 млн тонн ферросплавов
- 38,8 млн тонн агломерата
- 25,7 млн тонн чугуна
- 31,3 млн тонн стали
- 26,4 млн тонн проката (в том числе 10,5 сортовой, 8,3 листовой, 7,6 заготовка)
- 1,73 млн тонн стальных труб
- 0,48 млн тонн металлоизделий
- 0,28 млн тонн изделий дальнейшей переработки
- 19,4 млн тонн кокса (6 %)
- 1,24 млн тонн огнеупоров
- 17,0 млн тонн флюсового сырья (в том числе известняка 15,9, доломит 0,7).

В 2021 было произведено 21,7 млн тонн в 2020 году, 20,6 млн тонн в 2021 году. Крупнейший производитель Метинвест

### По компаниям
| Производство                  | млн. т. | %   |
| Метинвест Холдинг             | 9,5     | 26  |
| ІСД                           | 7,7     | 21  |
| ArcelorMittal Кривой Рог, ОАО | 6,2     | 17  |
| ММК им. Ильича, ОАО           | 5,6     | 15  |
| МК «Запорожсталь», ОАО        | 3,9     | 11  |
| Другие                        | 3,6     | 10  |
| Всего                         | 36,5    | 100 |

## Потребление
Внутренний рынок металла (2000):
- железная руда 43,9 млн тонн
- марганцевая руда 2,7 млн тонн
- ферросплавы 0,56 млн тонн
- чугун 24,1 млн тонн
- сталь 31,3 млн тонн (для дальнейшей переработки)
- готовый прокат 4,6 млн тонн (в том числе 2,6 сортовой и 2,0 — листовой прокат)
- трубы стальные 0,54 млн тонн
- металлоизделия 0,45 млн тонн
- изделия дальнейшей переработки 0,28 млн тонн
- огнеупоры 1,17 млн тонн

Основные потребители готового проката на Украине
- 2,3 млн тонн — предприятия чёрной металлургии
- 1,2 млн тонн — машиностроение и металлообработка
- 0,3 млн тонн — строительство
- 0,17 млн тонн — транспорт и связь
- 0,15 млн тонн — топливная промышленность
- 0,1 млн тонн — химическая и нефтехимическая промышленность
- 0,08 млн тонн — электроэнергетика
- 0,3 млн тонн — другие отрасли

## Отрасли чёрной металлургии
- Агломерационное производство. Эксплуатируется 52 агломерационные машины суммарной мощностью 43,6 млн тонн агломерата в год. Крупнейшие производители: Мариупольский металлургический комбинат имени Ильича — 13,5 млн тонн (2003), Криворожсталь — 7,4 млн тонн (2001), Днепровский металлургический комбинат имени Дзержинского — 4,5 млн тонн (2001), Азовсталь — 2,1 млн тонн (2005), Запорожсталь, Алчевский металлургический комбинат, Енакиевский металлургический завод.
- Доменное производство. Имеется 48 доменных печей, из которых на начало 2001 года было в эксплуатации 32. Производственные мощности — 39,5 млн тонн чугуна в год, производство в 2000 году — 25,7 млн тонн. Крупнейшие производители (2001): Криворожсталь — 6,1 млн тонн, Мариупольский металлургический комбинат имени Ильича — 4,2 млн тонн, Азовсталь — 4,1 млн тонн, Запорожсталь — 3,1 млн тонн, Днепровский металлургический комбинат имени Дзержинского — 2,2 млн тонн, Алчевский металлургический комбинат — 2,1 млн тонн.
- Сталеплавильное производство. Функционирует (2001 год) 41 мартеновская печь из 54, 14 конверторов из 19. 48,8 % изготовленной стали произведено мартеновским способом, 47 % — кислородно-конверторным и 4,2 % — электросталеплавильным. В связи с удорожанием топлива, в первую очередь природного газа, ведущие предприятия отрасли заявили о полном переходе с мартеновского на конверторный способ в 2006—2010 годах.
  - Электросталеплавильное производство на Украине. На конец 2008 года на Украине существовало 14 электросталеплавильных печей.
    - Азовсталь. электросталеплавильный, введённый в эксплуатацию с 1981 года
    - Азовэлектросталь
    - Донецкий металлургический мини-завод «ИСТИЛ (Украина)» (на базе Донецкого металлургического завода). В состав завода входят электросталеплавильный, обжимной и копровой цеха. Производственные мощности позволяют выплавлять до 1 млн тонн стали в год.
    - Дуговая сталеплавильная печь № 1 (производительностью 420 тыс. тонн стали в год)
    - Дуговая сталеплавильная печь N2 системы «DANARC» (производства итальянской фирмы «DANIELI» была введена в эксплуатацию в 2000 году, её производительность 850 тыс. тонн стали в год)
- Нижнеднепровский трубопрокатный завод (Днепропетровск). Ведётся строительство электросталеплавильного комплекса. Планируемые мощности составят 1,32 млн тонн непрерывнолитых заготовок в год.
- Энергомашспецсталь. Электросталеплавильный цех включает четыре электропечи: ДСП-50 № 1, ДСП-12 № 2, ДСП-100 № 3, ДСП-100 № 5.
- Прокатное производство. На металлургических предприятиях эксплуатируются 11 блюмингов и слябингов, 6 заготовительных станов, 1 трубозаготовительный, 3 рельсобалочных, 5 крупносортовых, 12 среднесортовых, 9 мелкосортовых, 1 мелкосортнопроволочный, 3 проволочных, 5 шаропрокатных, 6 толстолистовых станов горячего проката, 2 непрерывные широкоштабовые станы горячего проката, 1 универсальный, 2 непрерывные станы холодного проката, 3 одноклетьевые стана холодного проката, один 20-валочный стан холодного проката, 2 непрерывные станы для проката жести.
- Трубное производство. Имеется 8 специализированных трубных предприятий, а также Мариупольский металлургический комбинат имени Ильича (производство бесшовных горячекатаных нефтепроводных и электросварочных труб малого диаметра, общий объём до 10 % общеукраинского). Количество станов для производства горячекатаных труб на этих предприятиях составляет 10 (производственная мощность — 1,717 млн тонн), электросварочных — 28 (производственная мощность 3,46 млн тонн).
- Производство металлоизделий. К объединению «Укрметиз» относится 9 предприятий, общей мощностью 1,004 млн тонн изделий в год (2001). Основная продукция: проволока общего назначения — 108 тыс. тонн (2001), проволока стальной — 87, канат стальной — 50,6, железнодорожное укрепление — 22,2, посуда эмалированная — 17,1, электроды сварочные — 9,4, металлокорд — 9,3, машиностроительное крепление — 8,9, гвозди — 7,2, сетка стальная — 6,8, провод порошковый — 3,3, цепи — 0,1, шурупы — 0,07. Крупнейшие предприятия «Укрметиз»: Харцызский «Силур» (107,6 тыс. тонн произведенной продукции; 291,4 тыс. тонн производственная мощность), Запорожский сталепрокатный завод (59,2; 196,6 соответственно), «Днепрометиз» (52; 190), Дружковский метизный завод (31; 96,3), Одесский «Стальканат» (27,5; 75), Киевский метизный завод (1,3; 18) и др.
- Горнорудное производство. Имеется 18 горнодобывающих предприятий. Добыча богатых железных руд ведется на 8 шахтах глубиной 1110—1350 м, магнетитовых кварцев — открытым путём на 11 карьерах и на 2 шахтах подземным способом. Обогащение магнетитовых кварцев осуществляется с помощью магнитных технологий на 12 обогатительных фабриках. Из части концентрата на 4 агломерационных фабриках производят окатыши и агломерат. Флюсовое сырье добывают на 14 карьерах. Известковое и доломитное сырье перерабатывается на 9 дробильно-обогатительных фабриках. Добыча марганцевых руд осуществляется на 10 карьерах и 5 шахтах, обогащается гравитационно-магнитным путём на 5 обогатительных фабриках.
- Ферросплавное производство. Производят марганцевые ферросплавы, ферросилиций, ферроникель, в ограниченном количестве — ферросплавы с титаном, молибденом, вольфрамом, ванадием, ниобием. Имеется 3 завода ферросплавов (Никопольский, Запорожский, Стахановский), Побужский ферроникелевый завод, химико-металлургическая фабрика Мариупольского металлургического комбината имени Ильича.
- коксохимическое производство. На Украине 13 коксохимических заводов, 1 фенольный завод, 2 машиностроительных предприятия, коксовое производство Криворожсталь. Всего 53 коксовые батареи. В 2000 году из 23,6 млн тонн коксующегося угля произведено 19,4 млн тонн 6-% кокса, 905 тыс. тонн каменноугольной смолы, 186 тыс. тонн сырого бензола, 7,9 млрд метров кубических коксового газа. Крупнейшие предприятия отрасли: Авдеевский коксохимический завод, «Запорожкокс», Алчевский коксохимический завод, «Донецккокс», «Маркохим».
- Производство огнеупоров. Сосредоточено на 13 крупных специализированных заводах, в 3-х цехах металлургических предприятий. Объём производства в 2000 году составил — 1,2427 млн тонн., в том числе огнеупорные изделия — 879,1 тыс. тонн, алюмосиликатные — 542,8, динасовые — 110,9, магнезиальные — 225,4, несформированные — 363,6. Старейшее предприятие отрасли: Белокаменский огнеупорный завод (1893 г.).
- Переработка металлолома. Основной заготовитель на Украине — объединение «Укрвтормет» (производственные мощности на 1999 год — 5,8 млн тонн).

Последний мартеновский цех на Украине был введен в 1962 году. К этому времени уже работали два Кислородно-конвертерных цеха, а также Электросталеплавильные цеха. В 1960х годах началось внедрение кислородной продувки в мартеновские цеха.
На Запорожстали планируется закрыть мартеновский цех.
С 2022 прокатные станы Украины работают на давальческом сырье, в то же время металургические переделы простаивают из-за отсутствия сырья.
По состоянию на 2021 год доля сталеплавильных производств на Украине: конвертерное производство −76 % ; мартеновское производство-18,2 % ; электросталеплавильное производство −5,8 %.

## Трудовые ресурсы
Количество сотрудников по отраслям:
- чёрная металлургия 216,1 тыс. чел.
- трубная промышленность 40,5 тыс. чел.
- ферросплавная 12,4 тыс. чел.
- метизная 14,1 тыс.чел.

## Потребление топлива и электроэнергии
- всего 38560,2 тыс. тонн условного топлива и 38229 млн кВт·год
- чёрная металлургия 82 % топлива и 41,3 % электроэнергии
- ферросплавная 2,3 % топлива 17,3 % электроэнергии
- трубная 1,8 % топлива и 2,3 % электроэнергии
- огнеупорная 0,9 % топлива и 0,7 % электроэнергии